# 長崎純心聖母会
長崎純心聖母会（ながさきじゅんしんせいぼかい）は、1934年（昭和9年）当時のカトリック長崎教区・ヤヌアリオ早坂久之助司教によって創立された、日本人によるカトリック教会の修道会で、主に教育活動や社会福祉事業で活動している。

## 歴史
長崎大司教区が邦人司教ヤヌアリオ早坂久之助になったとき、当時の布教聖省の枢機卿は、教育事業を目的とする日本女子修道会の設立を強く勧めた。
江角ヤスら創立メンバーはフランスの聖心会で修行を終えて帰国し、聖母マリアの保護の下に創立された。
1945年（昭和20年）8月9日の原爆投下で会員の修道女含む、学校職員、生徒が犠牲となった。

## 会の特色
会員は修道誓願によって、神にまったく自由に自分を奉献し、聖母マリアにならいながら教育事業と福祉事業を通して、キリストとそのみ国の完成をめざす、とされている。

## 会の活動
本部を長崎県長崎市に置き、長崎市の他、鹿児島県鹿児島市・薩摩川内市・東京都八王子市などで、大学、短大、高校、幼稚園、保育所、老人ホームなどの教育機関や福祉施設を経営している。

### 教育事業
主なもの
- 学校法人純心女子学園
  - 長崎純心大学
  - 純心中学校・純心女子高等学校
- 学校法人鹿児島純心女子学園
  - 鹿児島純心大学（旧：鹿児島純心女子大学）
  - 鹿児島純心女子短期大学
  - 鹿児島純心女子中学校・高等学校
- 学校法人東京純心女子学園
  - 東京純心大学
  - 東京純心女子中学校・高等学校